# 長滝谷晋司
長滝谷 晋司（ながたきだに しんじ、2001年または2002年 - ）は日本の実業家、プログラマである。

## 来歴
千葉県浦安市出身。
小学2年生でパソコンに触れ、5年生の時にプログラミングに興味を持って教室に通い始める。あるコンテストのインタビューでは、Microsoft Wordを用いて、便箋を制作することから始めたという。小学6年生の時に学生向けプログラミング講座「ライフイズテック (Life is Tech)」に参加し、これを契機にプログラミングに熱中する。学級委員だったこの年、クラスの席を決めるアプリケーションを開発した。このソフトにより、技術コンテスト「アプリ甲子園」2013（中高生を対象とした大会）で、応募533件からファイナリスト12件に選出された。
中学生（東京シューレ葛飾中学校）時代には、立命館大学が実施していた技術コンテスト「アイチャレ2016」（大学生および高校生対象）に高校生の部で出場する。この時期もライフイズテックでプログラミングの教育を受けていた。自閉症者向けアプリ「TECK SPEAK」ではコンテスト協賛企業4社から特別賞を得た。
2017年に学校法人角川ドワンゴ学園が設置するN高等学校（通信制）のプログラマーズハイレベルハイスクールに入学した。
一方、2016年に個人事業主としてシステム開発事業を始める。以後、技術だけでなくビジネスサイドにも活動を広げ、総務省主催のビジネスコンテスト「起業家甲子園」に2016年と2017年の2年連続で出場した。このほかにも各種のコンテストで入賞している。